# Sylwester Syropul
Sylwester Syropul albo Syropulos – teolog bizantyński z XV wieku 
Sylwester Syropul był wielkim eklezjarchą świątyni Hagia Sophia. W latach 1438–1439 wziął aktywny udział w obradach soboru ferraro-florenckiego dając się poznać jako jego gorący zwolennik. Pozostawił interesujący opis przebiegu obrad soboru w spisanych w latach 1450 — 1453 wspomnieniach (apomnemoneumata). Tekst, którego początek został uszkodzony, otrzymał od pierwszego wydawcy tytuł Prawdziwa historia nieprawdziwej unii (Historia vera unionis non verae).